# Ірина Шейк
Іри́на Вале́ріївна Шайхлісла́мова (англ. Irina Shaykhlislamova, нар. 6 січня 1986 року, Єманжелінськ на Fashion Model Directory, Челябінська область, СРСР), більш відома як Іри́на Шейк (англ. Irina Shayk) — російська модель та акторка. 

## Біографія
Народилася 6 січня 1986 року в Єманжелінську. Батько, татарин за походженням, працював шахтарем. Почала грати на фортепіано у 6 років. У 9 років вступила до музичної школи і навчалася там 7 років, граючи на фортепіано і співаючи в хорі, оскільки мати хотіла, щоб вона вчилася музиці. Батько помер від запалення легенів, коли Ірині було 14, тому матері, викладачці музики, доводилося працювати в двох місцях, щоб прогодувати себе та двох дочок і сина. Відразу після закінчення школи № 4 в місті Єманжелинськ поїхала до Челябінська і вступила в Челябінський економічний коледж, де вивчала маркетинг. Пізніше натомість вирішила вступити до школи краси разом зі старшою сестрою. Перебуваючи там, помічена місцевим модельним агентом. Її закликали взяти участь у конкурсі краси «Міс Челябінськ 2004», у якому вона перемогла.[джерело?]

## Кар'єра
Кар'єру моделі почала з перемоги в Челябінському конкурсі краси «Супермодель 2004». Скаут Гія Джікідзе помітив Ірину і запропонував їй стати професійною моделлю. З 2005 року вона почала працювати моделлю в Європі і, потім, в США.
2007 року стала обличчям бренду Intimissimi, і представляла його до 2009 року.. 2009 року знялась для рекламного ролика Intimissimi. Починаючи з 2010 року Ірина Шейк представляє Intimissimi як амбасадорка марки
З 2007 року щорічно знімається для престижного в США журналу «Sports Illustrated Swimsuit Issue». 2011 року стала першою російською моделлю, що потрапила на обкладинку Sports Illustrated Swimsuit Edition.
Була обличчям брендів Armani Exchange (2010), Guess (2008—2009),), Beach Bunny (2009), Lacoste (2007), La Perla (2007), Givenchy Jeans (2016).

## Благодійність
Допомагає пологовому будинку в своєму рідному місті, Єманжелінську. Вона виділила кошти на ремонт палат і купівлю необхідних речей для дітей, від яких відмовились батьки, і активно співпрацює з благодійним фондом «Помоги.орг», збираючи кошти на операції для хворих дітей.

## Особисте життя
З травня 2010 року зустрічалась із португальським футболістом Кріштіану Роналду. За даними BBC, весілля пари відбулося 12 липня 2012 року на Мадейрі на острові Порту Санту. У серпні того ж року стало відомо, що пара розійшлась, проте чутки потім були спростовані. У січні 2015 року, після того, як Шейк не приїхала на церемонію вручення «Золотого м'яча», який Роналду і виграв, стало відомо, що пара розійшлась.
У 2015 році почала зустрічатися із актором Бредлі Купером. Народила від нього доньку Лею. На початку 2019 року пара розійшлася, а в липні — остаточно розлучилася.

## Громадянська позиція
На початку російського вторгнення в Україну виступила проти війни та заявила про намір зробити пожертви для ЮНІСЕФ та українського Червоного Хреста.
У сторіс в Instagram опублікувала пост із текстом «Russianzz on Wednaday» з літерою Z, яку використовують російські окупанти.

## Фільмографія

### Фільми
| Рік  | Назва    | Оригінальна назва | Роль    | Примітки      |
| ---- | -------- | ----------------- | ------- | ------------- |
| 2013 | Агент    | L'Agent           | агентка | корометражний |
| 2014 | Геркулес | Hercules          | Мегара  |               |

## Відзнаки та нагороди
У списку найсексуальніших моделей світу models.com Ірина Шейк посідає 10 місце.